# Скандал вокруг фильма «Матильда»
Скандал вокруг фильма «Матильда» — события 2016—2017 годов в России, связанные с выходом в прокат художественного фильма «Матильда» режиссёра Алексея Учителя. Сюжет картины разворачивается вокруг отношений наследника российского престола Николая Александровича, будущего императора Николая II и балерины Матильды Кшесинской.
Фильм «Матильда» ещё до момента выхода в прокат стал предметом острого общественного конфликта, который разгорелся с ноября 2016 года, а также породил широкую общественную полемику и призывы к запрету фильма. Причиной протестов стало восприятие трейлера фильма как искажающего историческую правду и очерняющего память Николая II, канонизированного Русской православной церковью. Конфликт сопровождался угрозами создателям фильма и кинотеатрам со стороны ранее неизвестной организации «Христианское государство — Святая Русь» и привёл к поджогам.
Следствием конфликта стал рост интереса к фильму и режиссёру, однако кассовые сборы оказались низкими из-за отсутствия рекламы на федеральных каналах и неблагоприятного информационного фона. Премьера фильма состоялась 23 октября 2017 года в Мариинском театре в Санкт-Петербурге.

## Основные сведения
В основу фильма лёг роман наследника российского престола Николая Александровича (будущего императора Николая II) и балерины императорского театра Матильды Кшесинской.
Историки подтверждают, что романтические отношения наследника и балерины действительно имели место (расхождения касаются вопроса, были ли они исключительно платоническими), однако после свадьбы Николая и Александры Фёдоровны они прекратились.
Представленные в трейлере фрагменты фильма создают впечатление, что, согласно сюжету, между Николаем II, его супругой и Матильдой Кшесинской возникает «любовный треугольник», в котором Николай и до, и после женитьбы мечется между объятиями Матильды и Александры, причём последняя изображена мстительной и завистливой особой, готовой с ножом броситься на великолепную соперницу.

### Пункты критики
- Историческая недостоверность. Одним из пунктов критики стало наличие «любовного треугольника». В частности, епископ Тихон заявил об исторической недостоверности этого ключевого элемента сюжета[5]. Этот упрёк поддержали историки Сергей Карпов и Сергей Мироненко: имеющийся сценарий практически не связан с реальными событиями, если не брать имён героев и наличия романа наследника и балерины[3].
- Клевета. Как полагает владыка Тихон, вымысел, неизбежный при художественной реконструкции событий, не должен идти вразрез с историческими фактами, а поочерёдные объятия то с Матильдой, то с Александрой — это «клевета на реальных людей», а не «авторское ви́дение» режиссёра[5].
- Оскорбление чувств верующих. Фильм обвиняют и в оскорблении религиозных чувств: такого мнения, среди прочих, придерживается депутат Государственной думы VII созыва (2016—2021) Наталья Поклонская[1], известная своим почитанием Николая II[6][7]. Возмущение Поклонской вызвал, среди прочего, выбор исполнителем роли цесаревича немецкого актёра Ларса Айдингера, участию которого в фильме «Гольциус и Пеликанья компания» Поклонская присвоила[8] спорную[9] характеристику «порнороли»[8].
- Оскорбление государственной власти. Лидер движения «Сорок сороков» считает, что фильм оскорбляет не только религиозные чувства православных христиан, но и государственную власть[10].
- Отрицание и ниспровержение семейных ценностей. В качестве одного из примеров такого явления приводят приписанное создателями фильма императору Александру III изречение, что все российские императоры, кроме него самого, «жили с балеринами»[источник не указан 352 дня].
- Пошлость. Митрополит Волоколамский Иларион (Алфеев) охарактеризовал фильм как «апофеоз пошлости», примером которой выставил его начало: у балерины Матильды Ксешинской во время сценического выступления срывается лифчик и обнажается грудь, а «наследник сидит в царской ложе и сразу же возбуждённо привстаёт с кресла»[11].

### Истоки конфликта
Первый трейлер «Матильды» был выпущен 7 апреля 2016 года, однако общественный конфликт стал приобретать зримые масштабы лишь осенью того же года. Как полагает епископ Тихон (Шевкунов), причиной протестов против фильма стало восприятие его трейлера как искажающего историческую правду. Ещё до вовлечения в конфликт депутата Государственной думы Наталии Поклонской на сайте Change.org появилась онлайн-петиция за отмену картины. Запрос Натальи Поклонской в Генеральную прокуратуру с требованием проверить фильм «Матильда» на предмет оскорбления чувств верующих был направлен 2 ноября 2016 года. Этому предшествовало обращение к ней представителей общественного движения «Царский крест», которые посчитали, что имеют дело с «антироссийской и антирелигиозной провокацией в сфере культуры». Впоследствии Поклонская приложила немало усилий, пытаясь добиться запрета картины.

## Позиции сторон

### Наталья Поклонская
Депутат Государственной Думы РФ Наталья Поклонская утверждает, что фильм содержит сцены, которые, как она полагает, оскорбляют чувства верующих, и заявляет о необходимости «не допустить нарушения чьих-либо прав», избегая как ограничений свободы творчества, так и посягательства на «конституционные права граждан». При этом Поклонская предприняла многочисленные попытки так или иначе добиться запрета показа картины.

### Исполнительная власть
Дмитрий Песков, пресс-секретарь президента, в феврале 2017 года посчитал нужным заявить, что Кремль не хотел бы занимать сторону в дискуссии и «что-то говорить о картине, которую мы не видели», а предложил дождаться её выхода, посмотреть «всем тем, кто хочет её комментировать» и уже затем высказывать своё мнение.
В свою очередь, глава российского правительства Дмитрий Медведев, выступая в апреле 2017 года на форуме «Культура — национальный приоритет», предостерёг против проявления нетерпимости и агрессии в сфере культуры: «Иногда она [агрессия] сводится к преследованию автора, произведение которого ещё никто не видел. Нужно в этом смысле быть гораздо более терпимыми», — посоветовал Медведев.
Наконец, президент России Владимир Путин во время ежегодной «Прямой линии» в июне 2017 года, отвечая на вопрос о попытках запретить фильм, отметил, что о царской семье были сняты и другие фильмы, затрагивавшие и более спорные моменты, например, их отношения с Распутиным. Президент сказал, что уважает режиссёра Учителя «как человека, очень патриотически настроенного <…>, который делает талантливые вещи», но в то же время не хочет «вступать в его спор с депутатом Государственной Думы Поклонской. Она тоже имеет право на свою точку зрения». При этом глава государства отметил, что никаких запретных решений относительно фильма принято не было, и призвал к тому, чтобы диалог вокруг картины вёлся в рамках закона.
Руководство отдельных республик
В августе 2017 года стало известно, что глава Чеченской Республики Рамзан Кадыров обратился в Министерство культуры с просьбой не демонстрировать фильм на территории республики. Аналогичная просьба поступила и от властей Дагестана. Однако после выдачи фильму прокатного удостоверения Рамзан Кадыров заявил, что в республике не собираются запрещать фильм, поскольку, по его словам, в Чечне «и так не станут тратить время на просмотр безнравственного, бездуховного и аморального по отношению к своей Родине фильма».

### Церковь и церковные иерархи
Официальная позиция РПЦ
В сентябре 2017 года епископ Тихон подтвердил ранее высказанную точку зрения: не требовать запрета, а предупреждать о неправде — в качестве официальной позиции Русской православной церкви.
Викарий патриарха Кирилла и председатель Патриаршего совета по культуре епископ Тихон сообщил, что посмотрев трейлер и прочитав сценарий, он отказался от предложения Учителя стать консультантом фильма. Признавая наличие романтических отношений между Николаем и Матильдой в 1890—1894 годах, возникших после первоначального отказа Александра III разрешить сыну жениться на немецкой принцессе Алисе, архиерей указал, что в 1894 году, перед вступлением Николая в брак, «все отношения между Николаем и Матильдой были прекращены» окончательно, и после этого Николай уже никогда не встречался с балериной наедине. Согласно же авторам фильма, любовные отношения между Николаем и Матильдой продолжались, образуя «любовный треугольник», что противоречит исторической действительности. При этом епископ отверг идею запрета фильма, заявив в декабре 2016 года: 

…это абсолютно тупиковый и неверный путь. Не требования запретов, а предупреждение о правде и неправде — вот цель, которую можно и должно ставить в связи с предстоящим широким показом фильма. Если фильм будет соответствовать трейлеру, достаточно будет того, чтобы просто широко рассказать о реально бывшей истории.
Не все церковные иерархи согласились с таким подходом. Так, в июне 2017 года митрополит Ханты-Мансийский и Сургутский Павел разослал клиру подведомственной епархии письмо, в котором благословил в июне — июле 2017 года провести сбор подписей за запрет производства и проката фильма и предписал до 1 августа 2017 года представить сведения об их количестве. В письме митрополит заявил, что фильм является «сознательной антиисторической подделкой, направленной на дискредитацию, глумление и клевету, на формирование вполне определённого ложного образа Российского императора Николая II».
В свою очередь, митрополит Калужский Климент в сентябре 2017 года выразил мнение, что направленная («из лучших побуждений») на запрет фильма кампания лишь подогрела к нему интерес. Он считает, что «лучшим ответом православных людей будет создание художественных произведений, посвященных царю-страстотерпцу — новых книг и фильмов, отражающих православную точку зрения».

### Романовы
Директор канцелярии главы Российского императорского дома Александр Закатов, опираясь на кадры из трейлера и другие показанные фрагменты фильма, назвал его «в большой части» кощунственным, но добавил, что его запрет лишь создаст «лишнюю рекламу и привлечёт дополнительное внимание».
Впоследствии, в июле 2017 года, глава «Российского императорского дома» Мария Владимировна Романова также заявила о бессмысленности попыток запрета этой и подобных кинокартин, в то время как Александр Закатов заявил об отсутствии исторической достоверности. По его словам, из дневников Николая II, его переписки и других достоверных источников известно, что:

роман молодого цесаревича Николая Александровича и Матильды Феликсовны завершился в 1894 году, когда было принято решение о заключении брака наследника с принцессой Алисой Гессенской, и своей супруге Николай II никогда не изменял.

### Движение «Сорок сороков»
Движение «Сорок сороков», по словам лидера организации Андрея Кормухина, ставит своей целью добиться, «чтобы фильм прошел как можно в меньшем количестве кинотеатров, чтобы провокацию <…> увидело как можно меньшее количество людей». Помимо того, он полагает необходимым затруднить или предотвратить появление в будущем аналогичных «провокаций» и добиться от государственных чиновников более тщательного рассмотрения финансирования подобных проектов. Наконец, он считает важным, «чтобы государство услышало православных христиан» и приняло их в расчёт как одну из категорий избирателей, интересы которых необходимо учитывать. При этом он осудил те методы (угрозы, поджоги), которые использовала организация «Христианское государство — Святая Русь».

### Компромиссные варианты
В качестве компромиссного пути решения было высказано предложение отсрочить выход фильма на экраны на два года с тем, чтобы, во-первых, избежать «высокого градуса» общественного противостояния в текущей дискуссии и, во-вторых, не допустить совпадения выхода фильма на экраны со столетием расстрела царской семьи.
Первоначальная идея была высказана Павлом Пожигайло на дискуссии в Государственной Думе на заседании межфракционной депутатской группы по защите христианских ценностей.

## Призывы к запрету
В январе 2017 года стало известно о поступлении в общественный совет при Министерстве культуры России 20 тысяч подписей с требованием запрета фильма, выборочная проверка которых подтвердила реальное существование подписавшихся. Аналогичного значения достигло число официальных обращений против проката фильма на имя Натальи Поклонской. В июле 2017 года Поклонская сообщила, что в приложении к очередному депутатскому запросу против фильма содержится 100 тысяч обращений и подписей граждан об оскорблении их чувств. Осенью того же года движение «Царский крест» сообщило, что Патриарху Московскому и всея Руси Кириллу были переданы 100 тыс. обращений против фильма «Матильда».
По данным ВЦИОМ, полученным в ходе всероссийского телефонного опроса 18—19 октября 2017 года, позицию Поклонской разделяют 17% опрошенных. В то же время 48% опрошенных отвергают идею запрета, а 35% — затруднились с ответом.

### Деятельность Наталии Поклонской
Ещё в конце 2016 года после запроса Наталии Поклонской в Генеральную прокуратуру была проведена проверка материалов фильма, которая, по словам Алексея Учителя, не выявила нарушений. Почти сразу председатель комитета Государственной думы по культуре кинорежиссёр Станислав Говорухин раскритиковал идею о проверке фильма, заявив, что такие инициативы надо «прерывать на корню». Министерство культуры РФ сообщило, что вопрос о выдаче фильму прокатного удостоверения будет решаться после завершения работы над картиной.
В декабре 2016 года сообщалось, что прокуратура затребует сценарий фильма в рамках проверки по запросу депутата Поклонской.
В апреле 2017 года очередная комиссия, на которой настояла Поклонская, рассмотрев текст сценария и два трейлера, усмотрела в фильме навязывание зрителю ложного образа святого Николая II и оскорбление религиозных чувств верующих. При этом эксперты (И. В. Повкин, В. И. Слободчиков, В. Ю. Троицкий и А. Ю. Евдокимов) установили, что именно формирует негативный образ Николая II. Алексей Учитель заявил, что «уже устал от войны госпожи Поклонской с ним и всей съёмочной группой фильма». Результаты экспертизы были направлены в Генеральную прокуратуру.
Кроме того, в сентябре 2017 года Наталья Поклонская заявила о том, что в её распоряжении оказались документы, свидетельствующие о сомнительных схемах финансирования фильма Алексея Учителя. Чуть позже поступила информация, согласно которой Поклонская заявила, что представляет интересы Романовых в суде против по иску о защите их чести и достоинства в отношении режиссёра фильма «Матильда» Алексея Учителя, причём иск содержит требование «о наложении обеспечительных мер в виде запрета показа кинокартины». Впрочем, иск против студии режиссёра Алексея Учителя был оставлен без движения Октябрьским районным судом Петербурга — ввиду процессуальных нарушений, которые необходимо устранить до 30 сентября.
В конце сентября 2017 года Наталья Поклонская объявила о подмене сценария после выделения фильму бюджетного финансирования в размере 280 миллионов рублей. По её словам, первоначальный сценарий, на который выделялись бюджетные средства, был посвящён именно балерине: Николая II в нём не было вовсе. Она также предъявила видеозапись, которая, по её словам, разоблачает Алексея Учителя, и обещала передать её в Генеральную прокуратуру и ФСБ.

### Движение «Сорок сороков»
Движение «Сорок сороков» заявило о проведении 1 августа 2017 года в ряде городов России массовых акций против выхода фильма на экраны. О намерении присоединиться к организуемому движением «стоянию» против фильма «Матильда» сообщила Наталья Поклонская, которая активно агитировала за акцию, однако московское «молитвенное стояние» против фильма на территории храма Воскресения Христова в Кадашах, собравшее около тысячи человек, прошло без её участия.
Ещё одно «молитвенное стояние» против фильма движение провело 12 августа.
РИА Новости сообщает, что 18 сентября 2017 года, согласно собственным данным движения, организованные им акции протеста в форме пикетов, крестных ходов и молебнов собрали около тысячи человек в Москве, Санкт-Петербурге, Волгограде и других городах России. За этим последовала акция 8 октября.

### Перспективы запрета
В октябре 2017 года министр культуры Владимир Мединский заявил, что для отзыва прокатного удостоверения фильма законных оснований нет.

## Угрозы
В январе 2017 года прежде неизвестная организация «Христианское государство — Святая Русь» разослала директорам кинотеатров письма с требованиями отказаться от проката фильма. В письме говорилось: 

Если выйдет фильм «Матильда», кинотеатры будут гореть, может, даже пострадают люди. Официально уведомляем: любой баннер, афиша, листовка с информацией о прокате фильма будет рассмотрена как желание унизить святых Православной церкви…

### Отклики и комментарии
Русская православная церковь в лице Вахтанга Кипшидзе почти сразу же объявила, что организация «Христианское государство — Святая Русь» не имеет к ней отношения.
Чуть позже, в феврале 2017 года, на эту угрозу ответили открытым письмом более сорока ведущих российских кинематографистов, в котором они расценили вышеупомянутое послание как угрозу потенциальным прокатчикам фильма и «призывы к поджогам кинотеатров и насильственным действиям». Подписавшиеся считают, что «официальная Церковь не даёт оценки происходящего», а Министерство культуры занимает выжидательную позицию.
Алексей Учитель обратился в Генеральную прокуратуру с жалобами на угрозы экстремистов из незарегистрированной организации и на Поклонскую, а Дмитрий Песков отметил, что угрозы «со стороны анонимных экстремистов … абсолютно недопустимы», как и всякое нарушение законов.
Наталья Поклонская, в свою очередь, также отметила недопустимость экстремистских высказываний «некой незарегистрированной организации».

## Поджоги
С фильмом «Матильда» и возникшим противостоянием, согласно вовлечённым лицам и комментариям СМИ, имеют предположительную связь поджоги имущества, имевшие место в различных городах страны.
Москва
Согласно заявлению пресс-службе движения «Сорок Сороков», 26 августа 2017 года примерно в 14:00 автомобиль Владимира Носова, координатора движения «Сорок Сороков» был подожжён неизвестными; по факту поджога Носов подал заявление в правоохранительные органы. Носов связал инцидент с участием движения в протестах против фильма и рядом планируемых движением мероприятий, в то время как лидер движения Андрей Кормухин заявил, что участникам движения угрозы поступали и ранее.
11 сентября 2017 года в 05:20 в Староконюшенном переулке, рядом с офисом юриста Константина Добрынина, представляющего интересы Учителя, были сожжены два автомобиля. МВД было возбуждено уголовное дело по статье 167 УК РФ — умышленное уничтожение или повреждение имущества, а Добрынин заявил, что рядом с автомобилями были разбросаны листовки «За Матильду гореть».
Санкт-Петербург
В ночь на 31 августа 2017 года в окна здания киностудии «Лендок» в Петербурге, в котором находится студия Учителя «Рок», бросили три бутылки с зажигательной смесью. Возгорание удалось быстро потушить, так как окна с внутренней стороны оказались заложены кирпичом и огонь не смог распространиться внутрь здания. Учитель отметил, что нападение произошло в день рождения его и Матильды Кшесинской и сообщил, что угрозы «поступают всё время: и на студию, и в кинотеатры».
Екатеринбург
Утром 4 сентября входную группу кинотеатра «Космос» в центре Екатеринбурга протаранил автомобиль УАЗ, гружёной газовыми баллонами и бочками с бензином, после чего вспыхнул пожар площадью 30 м2. Как было установлено следствием, автомобилем управлял 38-летний житель города Ирбит Свердловской области Денис Мурашов, а причиной возгорания стал «коктейль Молотова», который водитель бросил в помещение после того, как протаранил двери «Космоса». При этом Мурашов получил серьёзные ожоги кистей рук. Поджигатель скрылся с места преступления, однако в этот же был задержан сотрудниками правоохранительных органов при обращении за медицинской помощью. По словам самого Мурашова, причиной атаки на ККЦ «Космос» стала готовящаяся там премьера фильма «Матильда». За две недели до нападения он заявил в интервью, что в России «поднимается монархический дух — почитание царской семьи» и его, вместе с другими монархистами, объединяет борьба с «общим злом» — Учителем и его фильмом, который следует показывать не в России, а «пингвинам в Антарктиде». Было возбуждено уголовное дело по статье «умышленное повреждение имущества, совершённое путём поджога». 18 декабря 2017 года решением Железнодорожного районного суда Екатеринбурга Денис Мурашов был признан невменяемым и направлен на принудительное психическое лечение. Администрация Екатеринбурга, которой принадлежит кинотеатр «Космос», оценила нанесённый ущерб в 19,3 млн рублей, но судом было отказано во взыскании этой суммы с Мурашова по причине его невменяемости.

### Отклики и комментарии
Лидер движения «Христианское государство — Святая Русь» Александр Калинин, комментируя происходящее, заявил, что его «организация не занимается экстремизмом», а «лишь транслирует в общество ту позицию, которая есть в сердцах некоторых людей», и что угрожают, поджигают и таранят кинотеатры «люди, у которых закончилось терпение».
Одним из откликов на события августа — сентября 2017 года (поджоги в Петербурге, Екатеринбурге и возле офиса коллегии адвокатов) стал депутатский запрос в ФСБ и МВД России со стороны депутатов Государственной думы Ирины Родниной и Оксаны Пушкиной: они просили проверить на экстремизм организации «Христианское государство» и «Сорок сороков». Депутаты считают, что организация «Христианское государство — Святая Русь» в своих интервью и публикациях открыто угрожает не одним лишь рядовым гражданам России и несогласным деятелям искусства, но и руководителям государства.
О том, что движение «Сорок сороков» готово к проверкам и настроено на полное сотрудничество с силовыми структурами, его лидер Андрей Кормухин сообщил порталу Znak.com, подчеркнув, что движение неоднократно осуждало экстремистские акции в Москве, Санкт-Петербурге и Екатеринбурге.
При этом, как сообщает тот же портал, активисты движения «Сорок сороков» сравнили членов организации «Христианское государство — Святая Русь» с диверсантами, поскольку те угрожают поджогами кинотеатров, в то время как «миллионы православных людей», выступающих против фильма, «действуют исключительно в мирном правовом русле»: их средства включают пикеты, молебны и крестные ходы, сбор подписей, судебные иски и аргументацию в публичном пространстве.

### Задержания
20 сентября 2017 года стало известно, что в рамках уголовного дела о поджоге автомобилей рядом с адвокатской конторой задержаны несколько человек, в числе которых лидер организации «Христианское государство — Святая Русь» Александр Калинин. В поджоге признались двое задержанных (включая брата лидера организации), которые по решению суда были заключены под стражу — первоначально до 11 ноября.
29 марта 2018 года Хамовнический суд Москвы за поджог автомобилей приговорил Юрия Калинина (брата лидера «Христианского государства» Александра Калинина) и двух его сообщников к двум годам заключения в колонии общего режима.

## Последствия конфликта

### Рост интереса к фильму и режиссёру
Одним из последствий конфликта стал резкий рост популярности режиссёра Алексея Учителя: статистика поисковых запросов Яндекса свидетельствует, что в августе 2017 года узнать о нём хотело более 62 тысяч человек, а годом ранее — лишь 9 тысяч человек. Популярность запросов, связанных с фильмом «Матильда», выросла беспрецедентно (в десятки раз) и составила 343 тысяч человек; в первый раз популярность этих запросов подскочила в ноябре 2016 года и совпала по времени с обращением Натальи Поклонской в Генеральную прокуратуру.

### Низкие кассовые сборы
В то же самое время фильм показал низкие сборы, которые кинокритик Сергей Шолохов объяснил отказом федеральных каналов показывать рекламу и тем, что скандал вокруг фильма создал «неприятное информационное поле»: 

…для публики продвинутой все высказывания Поклонской — это вполне реклама, а для обывателя — антиреклама.

### «Ложь Матильды»
В июле 2017 года стало известно о том, что режиссёр-кинодокументалист Сергей Алиев намерен снять документальный фильм «Ложь Матильды», который призван «развенчать мифы» вокруг личности Николая II. Фильм должен включать семь историй, посвященных той или иной теме: отношениям Николая с Кшесинской, его предположительной слабохарактерности, степени обоснованности его прозвища «Кровавый», отречению от престола и другим. Планировалось привлечь нескольких историков, включая Петра Мультатули и Александра Нотина.
Режиссёр принял решение снять свой фильм, чтобы опровергнуть мифы о Николае II, после просмотра трейлера фильма «Матильда».
Фильм появился в Сети в октябре 2017 года, сменив название: теперь он именуется «Оболганный государь». Длительность ленты — 45 минут, в ней приняли участие Фёдор Емельяненко, Фёдор Конюхов, Николай Бурляев, Илзе Лиепа, Адам Делимханов и Викентий (бывший архиепископ Екатеринбургский и Верхотурский).
Создатели фильма предлагали его для демонстрации сразу нескольким федеральным каналам, но везде получили отказ.
Комментируя своё участие в съемках документального фильма, депутат Виталий Милонов заявил: «Многим людям было бы интересно увидеть нормальный правдивый фильм про царя, потому что никто такой картины ещё не снимал». По его мнению, причина отсутствия подобных лент — «корпоративная солидарность, круговая порука» в режиссёрской среде.

### Потенциальные последствия
В сентябре 2017 года Олег Бондаренко, директор Фонда прогрессивной политики, высказал мнение, согласно которому скандал вокруг фильма «Матильда» раскручивается по технологии Майдана, подрывает консолидацию общества и, напротив, приводит к его поляризации, что способно привести «к новым потрясениям».
В октябре 2017 года доктор политических наук, член Общественной палаты России Александр Щипков предположил, что происходящее есть «попытка раскачать лодку», направленная «против российской государственности», и в этой попытке фильм на текущем этапе превращается в «отработанный медийный шлак», на смену которому в скором времени придёт новая тема — Церкви как «пестуна „православных экстремистов“»:

В течение октября — ноября вы насчитаете десятки статей и круглых столов на тему «православного фундаментализма».

## Комментарии
1. ↑  В 2000 году Русская православная церковь прославила убитую большевиками семью Романовых в лике страстотерпцев. Ранее, в 1981 году, Русская православная церковь заграницей прославила последнего российского императора как мученика. См.: In Latin America and Russia, the spiritual status of the slain is a minefield Архивная копия от 21 сентября 2017 на Wayback Machine // The Economist. — 17.09.2017).